# Túpolev Tu-75
El Túpolev Tu-75 (en ruso: Туполев Ту-75) fue una variante de transporte militar del bombardero Tu-4, al igual que el avión comercial Tu-70, usando ambos un nuevo fuselaje de diseño específico. Primera máquina militar soviética de este tipo, estaba equipada con una rampa de carga en el fuselaje trasero. No entró en producción debido a que la VVS decidió que sería más barato modificar sus Tu-4 existentes y usar sus transportes Lisunov Li-2 e Ilyushin Il-12 para realizar las misiones de transporte.

## Diseño y desarrollo

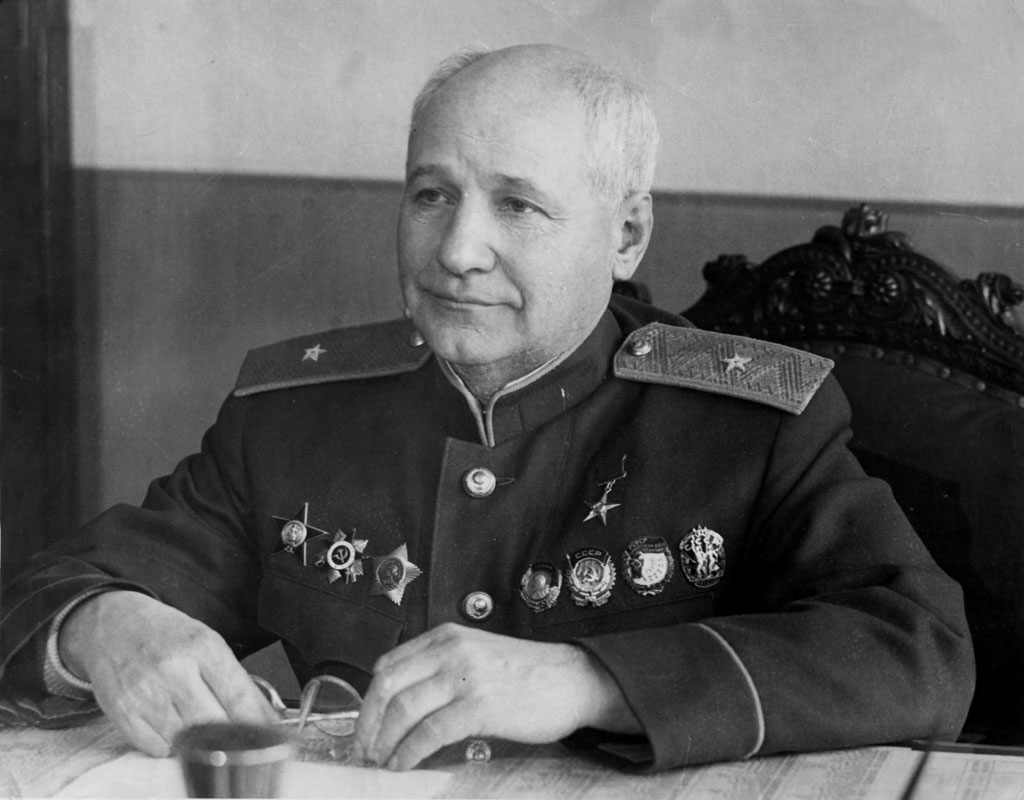
El general de división Andrei Tupolev en su oficina.

La OKB Túpolev comenzó a trabajar en septiembre de 1946 en una versión militar de transporte del avión comercial Túpolev Tu-70, siendo confirmado por el Consejo de Ministros el 11 de marzo de 1947, y comenzando las pruebas estatales en agosto de 1948. Para acelerar el proceso se hizo el máximo uso de componentes del Tu-70. Sus motores eran los repotenciados Shvetsov ASh-73TKFN o la versión de inyección de combustible TKNV. Se diseñó un nuevo fuselaje más estrecho, que incluía un portón de carga trasero, una rampa de carga para vehículos y puertas de salto para paracaidistas. Se iban a adaptar tres torretas artilladas (dorsal, ventral y de cola) del Tu-4, aunque no fueron instaladas en el prototipo. Tenía seis tripulantes (dos pilotos, tres artilleros, un radio operador y un navegante).
Estaba previsto que el avión realizara tres tareas diferentes; transporte, transporte de paracaidistas y ambulancia aérea. En la primera tarea, fue diseñado para llevar dos cañones de asalto ASU-76, dos tractores de artillería STZ NATI, seis o siete vehículos todoterreno GAZ-67B o cinco cañones de 85 mm sin sus transportes principales, o cualquier combinación de equipo de hasta 12 000 kg. Para facilitar la estiba de la carga, había un cabrestante montado en el techo del hueco de carga con una capacidad de 3000 kg. Podía transportar 120 soldados, 96 paracaidistas totalmente equipados o 64 cargas estándar en paracaídas. Como ambulancia aérea, podía llevar 31 camillas y cuatro auxiliares sanitarios.

## Historia operacional
La construcción del primer prototipo fue bastante prolongada; el avión no estuvo listo hasta noviembre de 1949, realizándose el primer vuelo el 21 de enero de 1950. Finalizó sus pruebas del fabricante el siguiente mayo, pero Túpolev optó por no presentarlo a las pruebas de aceptación estatales, debido a que la Fuerza Aérea Soviética ya había decidido que sería más barato confiar en sus transportes existentes y modificar bombarderos Tu-4 para realizar las tareas de transporte. El prototipo fue usado por el MAP (en ruso: Ministerstvo Aviatsionnoy Promyshlennosti, Ministerio de la Industria de Aviación) hasta que se estrelló en octubre de 1954.

## Especificaciones
Referencia datos: The Osprey Encyclopedia of Russian Aircraft 1875-1995

### Características generales
- Tripulación: Seis (dos pilotos, tres artilleros, un radio operador y un navegante)
- Longitud: 35,6 m (116,8 ft)
- Envergadura: 43,8 m (143,8 ft)
- Altura: 9,1 m (29,7 ft)
- Superficie alar: 167,2 m² (1799,8 ft²)
- Peso vacío: 37 810 kg (83 333,2 lb)
- Peso cargado: 56 660 kg (124 878,6 lb)
- Peso máximo al despegue: 65 400 kg (144 141,6 lb)
- Planta motriz: 4× motor radial de 18 cilindros en dos filas refrigerado por aire Shvetsov ASh-73TKFN.
  - Potencia: 1980 kW (2730 HP; 2692 CV) cada uno.

### Rendimiento
- Velocidad máxima operativa (Vno): 545 km/h (339 MPH; 294 kt)
- Alcance: 4140 km (2235 nmi; 2572 mi)
- Techo de vuelo: 9500 m (31 168 ft)
- Carga alar: 338,9 kg/m² (69,4 lb/ft²)
- Potencia/peso: 139,5 kW/kg (84,9 hp/lb)

### Armamento
- Cañones: 

  - 7x Berezin B-20 de 20 mm (planeado)[1]

## Aeronaves relacionadas

### Desarrollos relacionados
- Túpolev Tu-4
- Túpolev Tu-70
- Túpolev Tu-80
- Túpolev Tu-85

### Aeronaves similares
- C-97 Stratofreighter

### Secuencias de designación
- Secuencia Tu-_ (interna de Túpolev): ← Tu-70 - Tu-72 (I) - Tu-72 (II) - Tu-75 - Tu-77 - Tu-79 - Tu-80 →